# 周继军
周继军（1970年12月—），男，汉族，甘肃兰州人，中华人民共和国政治人物。1990年6月加入中国共产党，大学学历，管理学硕士。现任甘肃省庆阳市委副书记、市政府党组书记、市长。

## 生平
1992年7月自兰州商学院会计学系审计学专业毕业，进入甘肃省审计厅工作。1997年11月在厦门大学会计学系会计学专业学习，2003年9月获管理学硕士学位。
2007年任甘肃省审计厅农业与资源环保审计处处长，7月挂职任永靖县委副书记。后历任甘肃省审计厅财政审计处处长、人事处处长。
2010年8月任甘肃省天水市秦州区委副书记、区长。2012年12月任甘肃省庆阳市副市长。
2015年5月任甘肃省审计厅副厅长，2017年7月挂职任国家审计署金融审计司副司长。2018年7月任甘肃省财政厅副厅长。
2021年12月任甘肃省庆阳市委副书记、市政府党组书记、市长。